# Cruzeiro (São Paulo)
Cruzeiro es un municipio brasileño del estado de São Paulo y sede de la 4ª subregión de la Región Metropolitana del Valle del Paraíba y Litoral Norte, en el cono este paulista. Sus coordenadas geográficas son 22º34'38" sur y 44º57'30" oeste.
La ciudad tiene un área de 305,699 km² y su población en el 2022 estaba estimada por el IBGE en 74,961 habitantes, con una densidad demográfica de 245,21 hab/km². Su área urbana esta conurbada con barrios del municipio de Lavrinhas.
La ciudad tuvo gran importancia estratégica durante la Revolución Constitucionalista de 1932 al situarse como frontera con los estados de Minas Gerais y Río de Janeiro siendo importante para la defensa del estado de São Paulo ante las ofensivas de tropas federales comandadas por Getúlio Vargas. El túnel de Mantiqueira y la garganta de Embaú situados en la frontera de las ciudades de Cruzeiro y Passa Quatro fueron los principales lugares de batalla y donde hubo mayor número de bajas en ese conflicto. Históricamente, la ciudad también es importante por cuanto en ella se firmó la rendición militar del ejército constitucionalista ante el ejército federal poniendo fin a la revolución constitucionalista. Los términos de rendición fueron firmados precisamente en la escuela Arnolfo Azevedo ubicada en el centro de la ciudad el día 2 de octubre de 1932.